# خيسوس مونتويا
خيسوس مونتويا (بالإسبانية: Jesús Montoya)‏ هو دراج إسباني، ولد في 4 ديسمبر 1963 في مرسية في إسبانيا.

## وصلات خارجية
- خيسوس مونتويا على موقع أرشيف الدراجات (الإنجليزية)
- خيسوس مونتويا على موقع إحصائيات الدراجات الإحترافية (الإنجليزية)
- خيسوس مونتويا على موقع CycleBase (الإنجليزية)